# Eszter Muhari
Eszter Muhari (ur. 30 września 2002 w Budapeszcie) – węgierska szpadzistka, medalistka olimpijska z Paryża (2024).

## Życiorys
Urodziła się 30 września 2002 roku w Budapeszcie. W 2022 roku rozpoczęła studia na kierunku rachunkowość na University of Notre Dame w Stanach Zjednoczonych.
W 2024 roku wzięła udział w Letnich Igrzyskach Olimpijskich w Paryżu, gdzie w rywalizacji indywidualnej szpadzistek zdobyła brązowy medal. Najpierw pokonała 15:10 Junyao Tang z Chin, następnie wygrała z Song Se-ra 15:6. W ćwierćfinale zwyciężyła Chinkę Yu Sihan 15:10, w półfinale uległa jednak Aurianie Mallo 15:9, a w meczu o brązowy medal wygrała z Estonką Nelli Differt 15:14. Był to pierwszy medal reprezentacji Węgier na tych igrzyskach.
Jest srebrną medalistką Igrzysk Europejskich 2023 oraz Mistrzostw Europy 2024 w drużynie.